# 格拉蒙公爵阿热诺尔
第10代格拉蒙公爵安托萬·阿爾弗雷德·阿热诺尔（法語：Antoine Alfred Agénor, 10th Duc de Gramont, Prince de Bidache，1819年8月14日-1880年1月17日）是法国外交官和政治家。

## 早年
他出生在巴黎，來自老贵族中最显赫的家族之一，其名字来源于纳瓦拉的格拉蒙领主。他的祖父在法国大革命期间移居国外，他的父亲在半岛战争中為國效命，1823年成为法国军队的中将，并于1830年陪同法国的查理十世前往苏格兰。
然而，年轻一代同情波拿巴主义者。格拉蒙的堂兄安托万·路易·雷蒙(Antoine Louis Raymond，1787–1825)，虽然也是一个流亡者的儿子，但在拿破仑的军队中表现出色，而安托万·阿热诺尔的职业生涯归功于他与路易·拿破仑(Louis Napoleon)的早期友谊。

## 職業生涯
1870年5月15日，他被任命为奥利维耶内阁的外交部长，因此在很大程度上（但不是全部）负责处理因霍亨索伦-西格马林根的利奥波德亲王竞选法国与普鲁士之间的谈判而导致的失败。西班牙的王位矛盾直接导致了1870-71年的灾难性战争。
格拉蒙在这一责任中的确切份额一直是备受争议的主题。最后一句话可以说是埃米尔·奥利维耶本人在他的《L'Empire libéral》中说出的。格拉蒙7月6日在会议厅宣读的著名宣言，俾斯麦所说的“手握剑柄的威胁”，是整个内阁的联合草案；格拉蒙提出的初稿被认为结论过于“椭圆”，不够有力；奥利维耶建议提到复兴查理五世帝国；声称法国不会允许外国势力扰乱欧洲的实际平衡而损害其自身利益的段落是由皇帝插入的。到目前为止就该声明而言，很明显格拉蒙的责任必须与他的君主和他的同事分担。
然而很明显，他并没有像他的同事那样分享他对“光荣和平”的“热情”，也很明显，他完全误解了欧洲列强在战争中的意图。根据奥利维耶的说法，他认为奥地利的积极联盟是因为九年来他一直是维也纳贵族社会中的一个受欢迎的人，在维也纳，报复1866年的屈辱是一种信条。这种信心使他不像他的许多同事那样愿意充分利用霍亨索伦-锡格马林根親王代表他的儿子放弃的候选资格。
正是格拉蒙在12日晚上向皇帝指出了放弃行为的可疑情况，并在同一天晚上，在没有通知奥利维耶的情况下，向埃姆斯的贝内代蒂发送了一封致命的电报，要求普鲁士国王保证候选人资格不会被恢复。这一法案的最高责任必须由皇帝承担，“皇帝通过行使个人权力将其强加给他的唯一一位部长，他本可以让自己忘记议会制度的保障。”至于格拉蒙，他“对这个政权的紧急情况一无所知；他仍然是一位习惯于服从君主命令的大使；出于善意，他不知道这是不正确的，而且他自己是议会部长，他将自己与破坏议会权威的行为联系在一起。”“就他而言，”奥利维耶补充道，“这只是服从的结果，而不是好战的预谋”。对法国和世界，格拉蒙负责的政策使他的国家在欧洲眼中绝对是错误的，并使俾斯麦能够像格拉蒙在议事厅所说的那样对她施以“耳光”通过俾斯麦编辑的埃姆斯密電，这是法国15日宣战的直接原因。
维桑堡战败后（8月4日）格拉蒙辞去奥利维耶其他部委的职务（8月9日），9月革命后前往英国，战后返回巴黎，于1880年1月18日去世。